# Membracidae
Famille
Les Membracidae sont une famille d'insectes de l'ordre des hémiptères. Ce sont de petites punaises sautillantes, suceuses de sève des forêts tropicales, caractérisées par un appendice dorsal cornu situé au niveau du thorax, qui peut prendre des formes extrêmement variées et parfois spectaculaires.

## Description

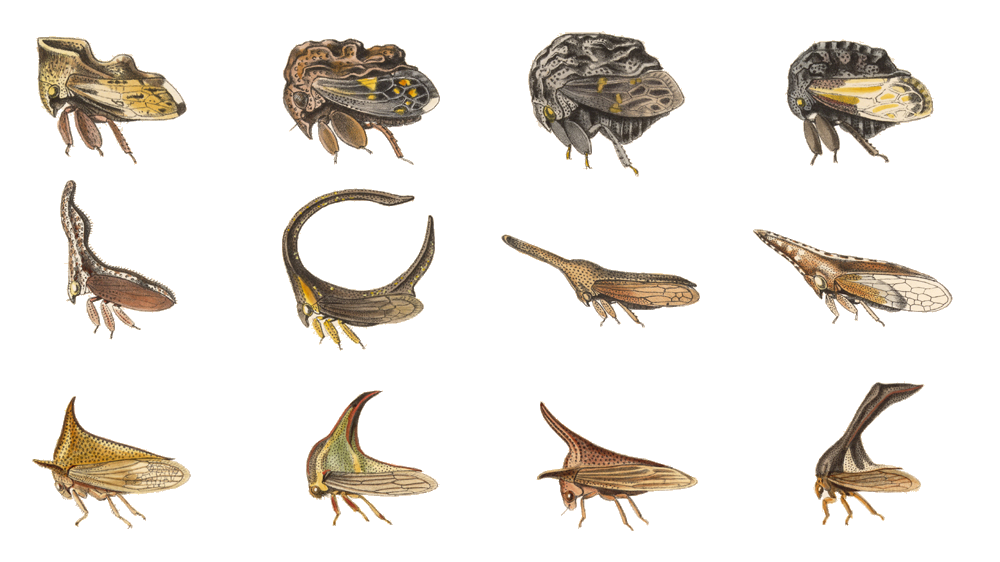
Collection de Membracides

Les membracides ont une sclérite particulière située sur le premier segment du thorax, jusqu'alors confondu avec un pronotum (partie dorsale antérieure du thorax) hypertrophié : la fonction de cette excroissance (filaments ramifiés, épines, bosses, peignes, cimiers, cornes, ailettes, boules…) demeure obscure. Selon certains, cette espèce de casque creux pourrait servir de caisse de résonance pour capter les sons émis par d'autres membracides, ou bien il pourrait servir à intimider les prédateurs (ex : ressemblance avec une fourmi en posture d'attaque). Chez certaines espèces, elle semblerait imiter des éléments de l'environnement, assurant par là une fonction de camouflage (Ex : ressemblance avec une déjection d'oiseau, une feuille morte, une épine).
En 2011, une équipe de l'Institut de biologie du développement de Marseille-Luminy a émis l'hypothèse que cet appendice dorsal n'est pas un pronotum mais une troisième paire d'ailes profondément modifiée (preuves anatomiques : cet appendice est attaché de chaque côté du thorax par une articulation, avec des muscles et de la membrane flexible qui lui permettent d'être mobile ; preuves génétiques : les mêmes gènes (Scr et Nubbin) interviennent pour le développement du casque et des ailes),. Cette troisième paire d'aile, si elle était avérée, serait apparue il y a environ 40 millions d'années avant de se dédouaner complètement des contraintes structurelles liées au vol, mais cette interprétation a été sérieusement remise en question dès 2012 ,.

## Nutrition
Les membracides sont des suceurs de sève. Ils pompent la sève des arbres grâce à des outils buccaux spécialisés appelés "stylets".

## Répartition
Circum-tropicale, forestière.

## Nomenclature et systématique
La famille a été décrite par le naturaliste américain Constantine Samuel Rafinesque en 1815.

### Liste des sous-familles
Selon BioLib (19 novembre 2018) :

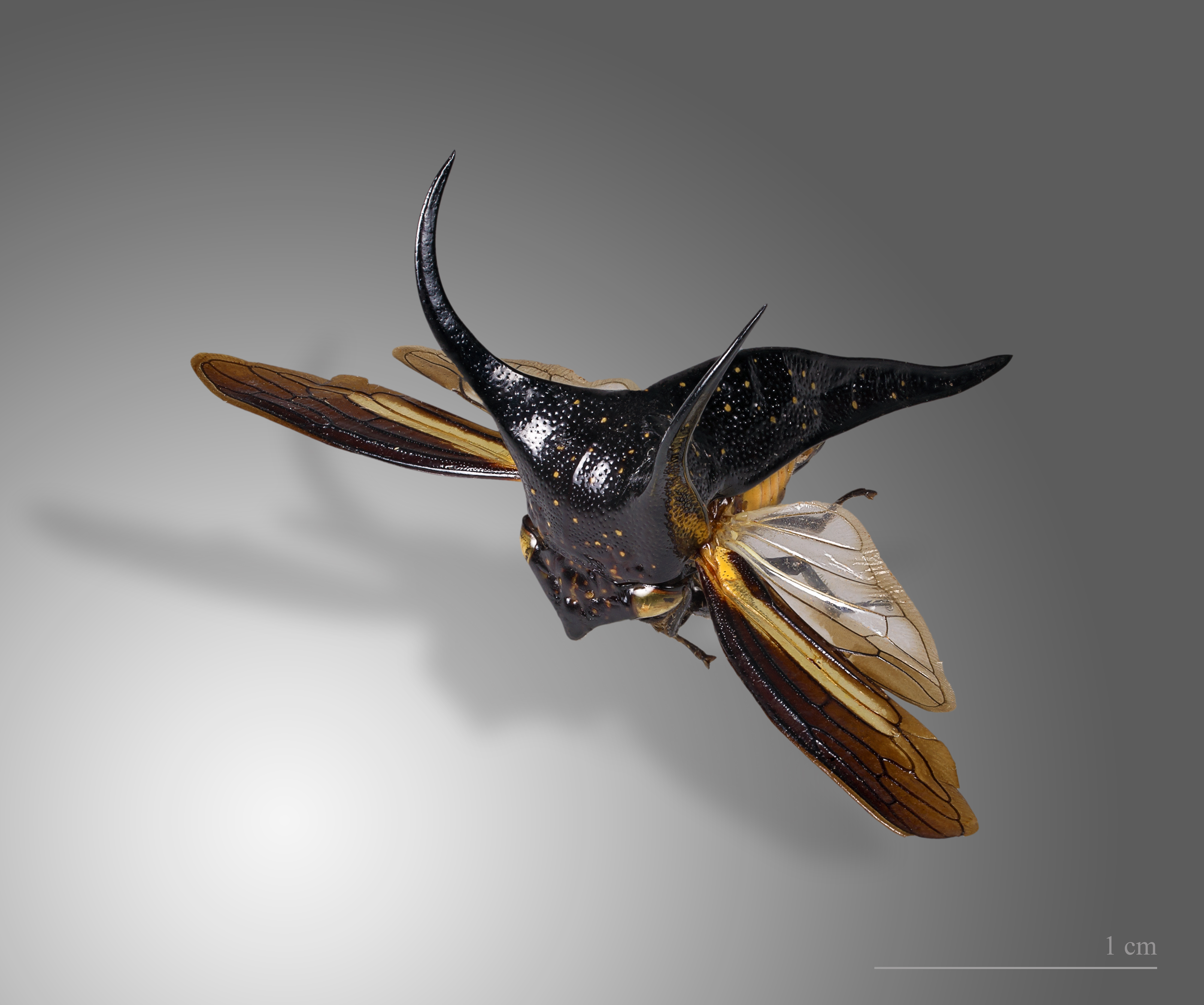
Hemikyptha marginata - Muséum de Toulouse

- sous-famille Centrotinae Amyot & Serville, 1843
- sous-famille Darninae Amyot & Serville, 1843
- sous-famille Endoisatinae Dietz & Deitrich, 1993
- sous-famille Heteronotinae Goding, 1926
- sous-famille Membracinae Rafinesque, 1815
- sous-famille Nessorhininae Deitz, 1975
- sous-famille Oxyrhachinae Haupt, 1929
- sous-famille Smiliinae Stål, 1866
- sous-famille Stegaspidinae Haupt, 1929

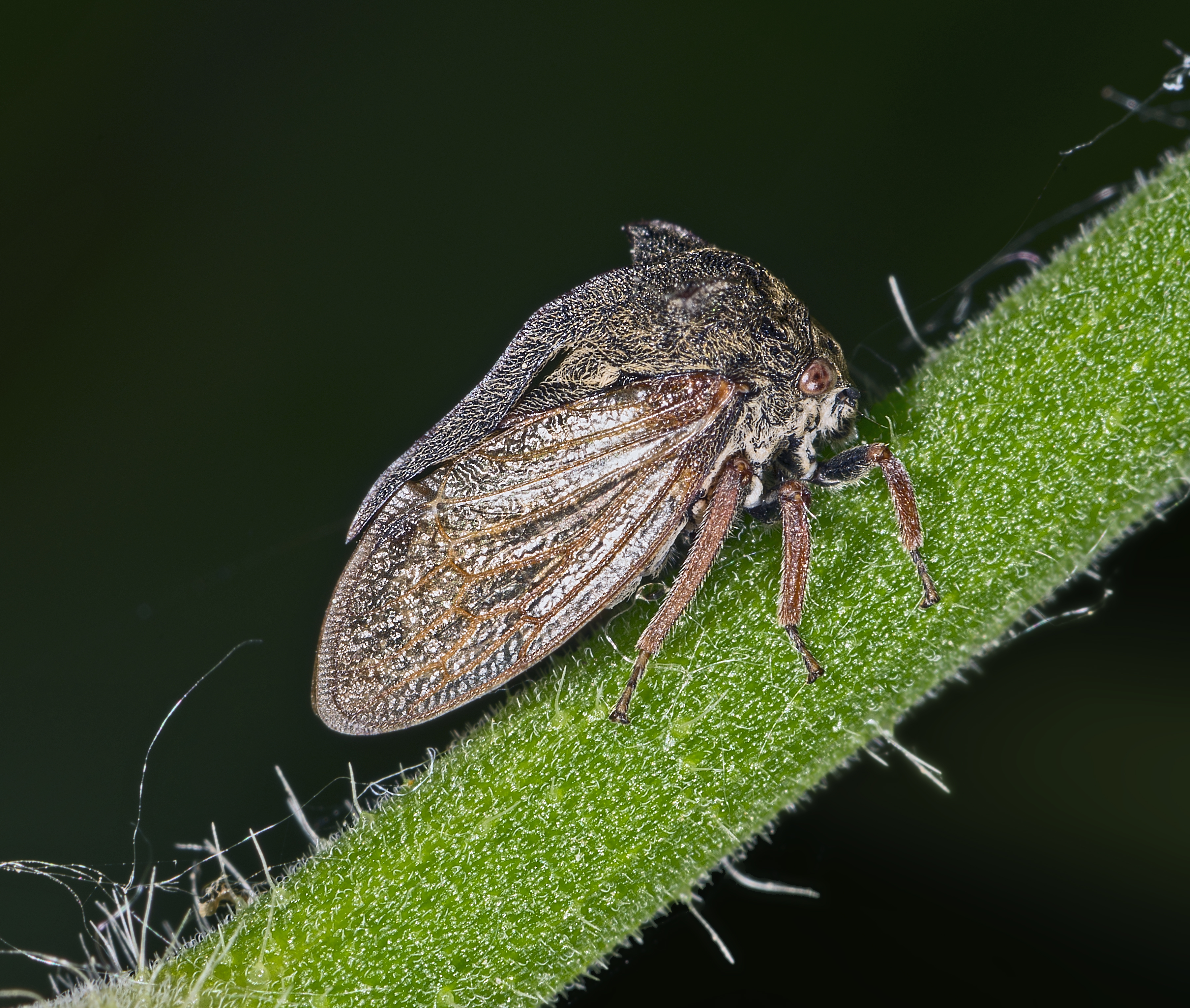
Centrotus cornutus (Centrotinae)
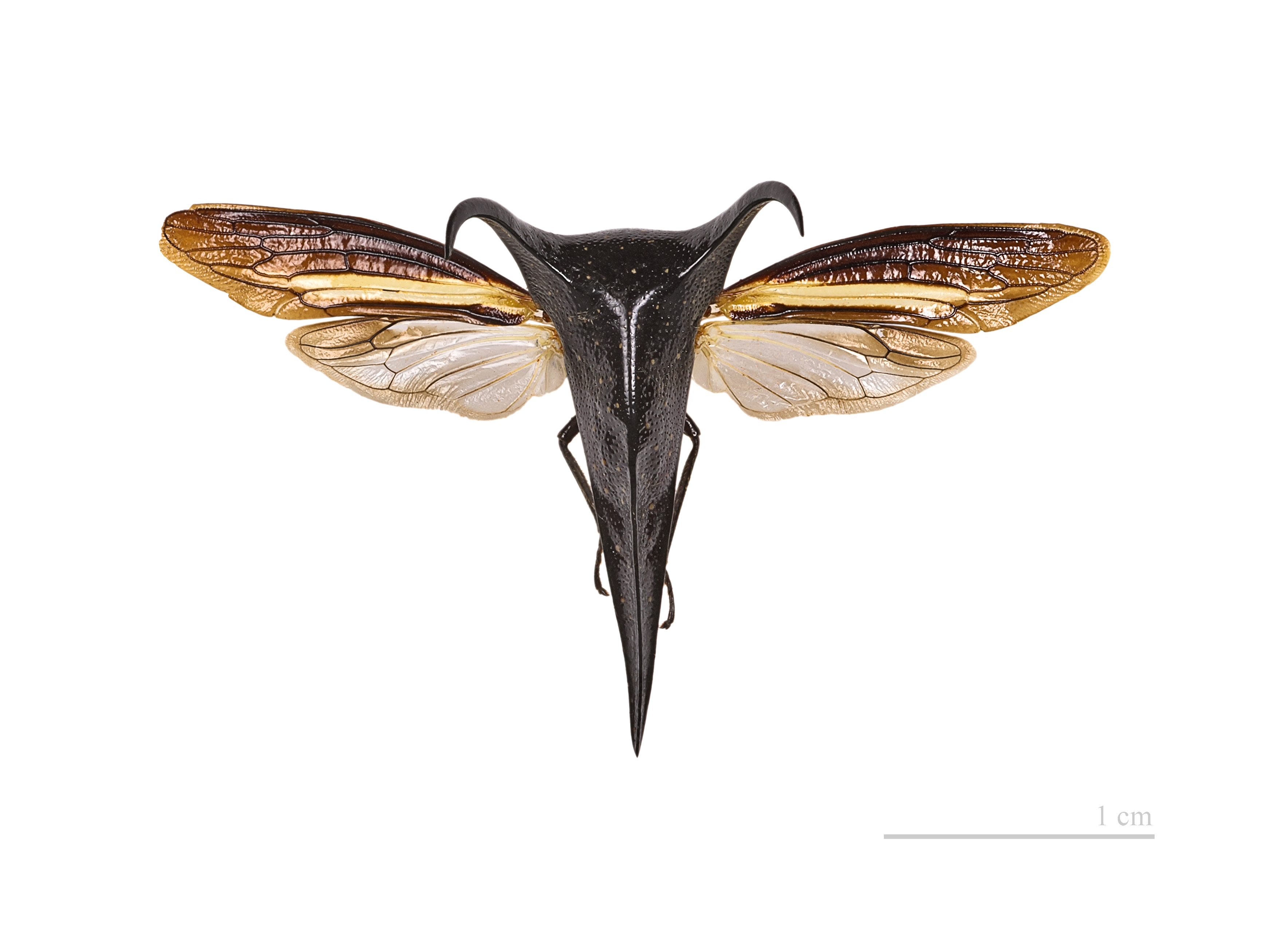
Hemikypta marginata (Darninae)
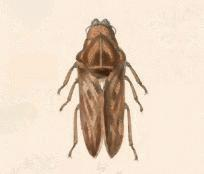
Endoiastus caviceps (Endoisatinae)
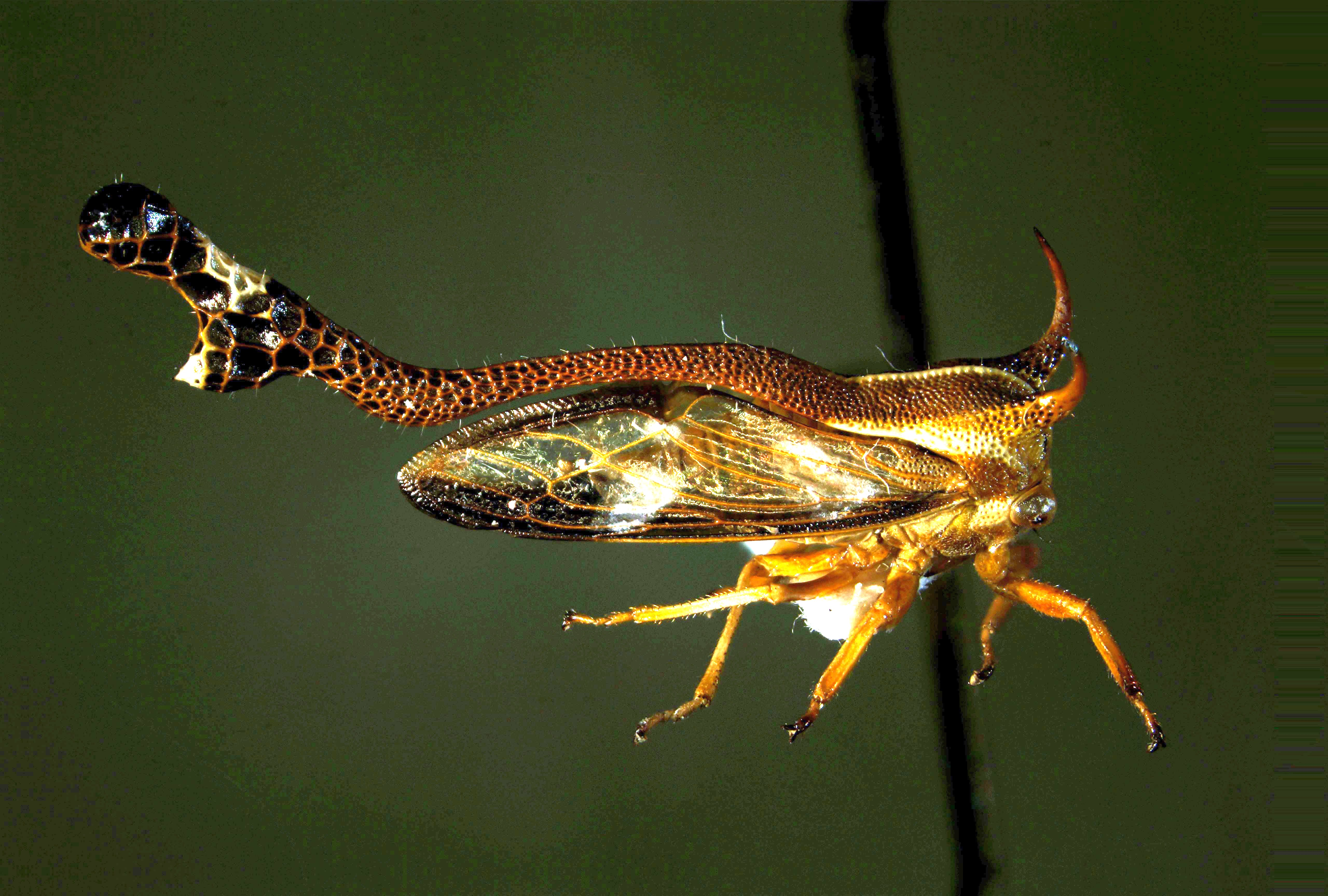
Heteronotus delineatus (Heteronotinae)
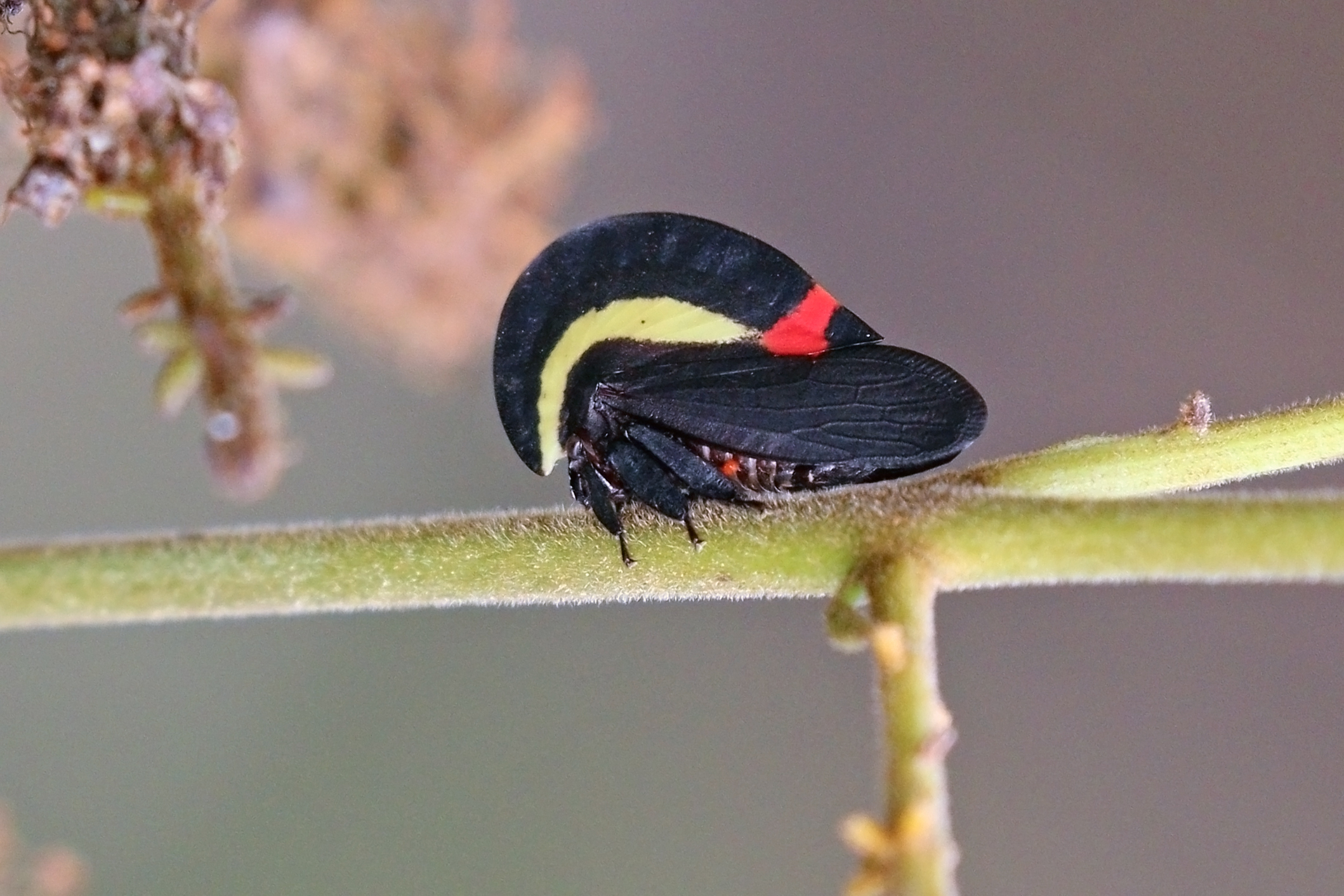
Membracis bucktoni (Membracinae)
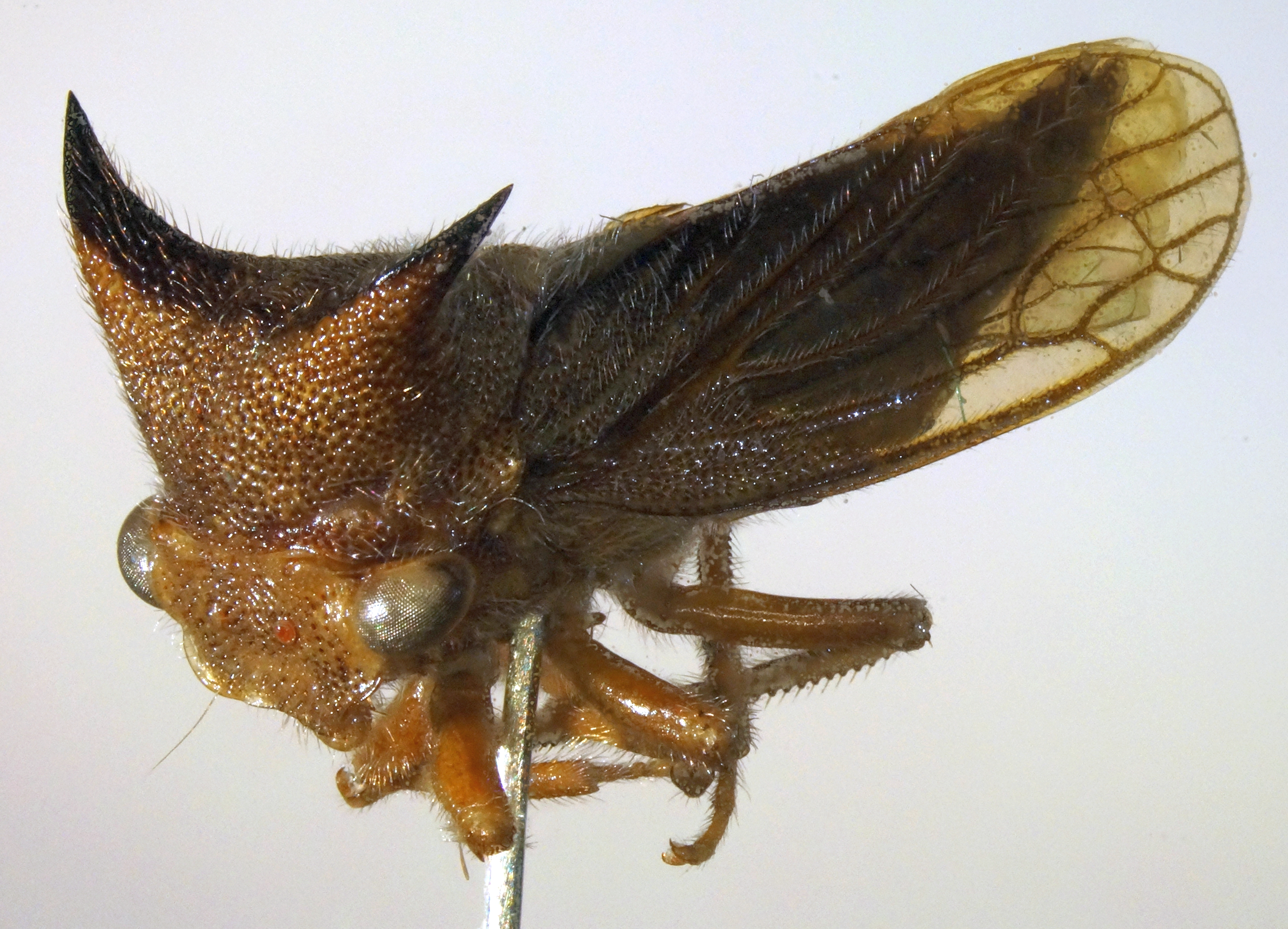
Tolania dira (Nicomiinae)
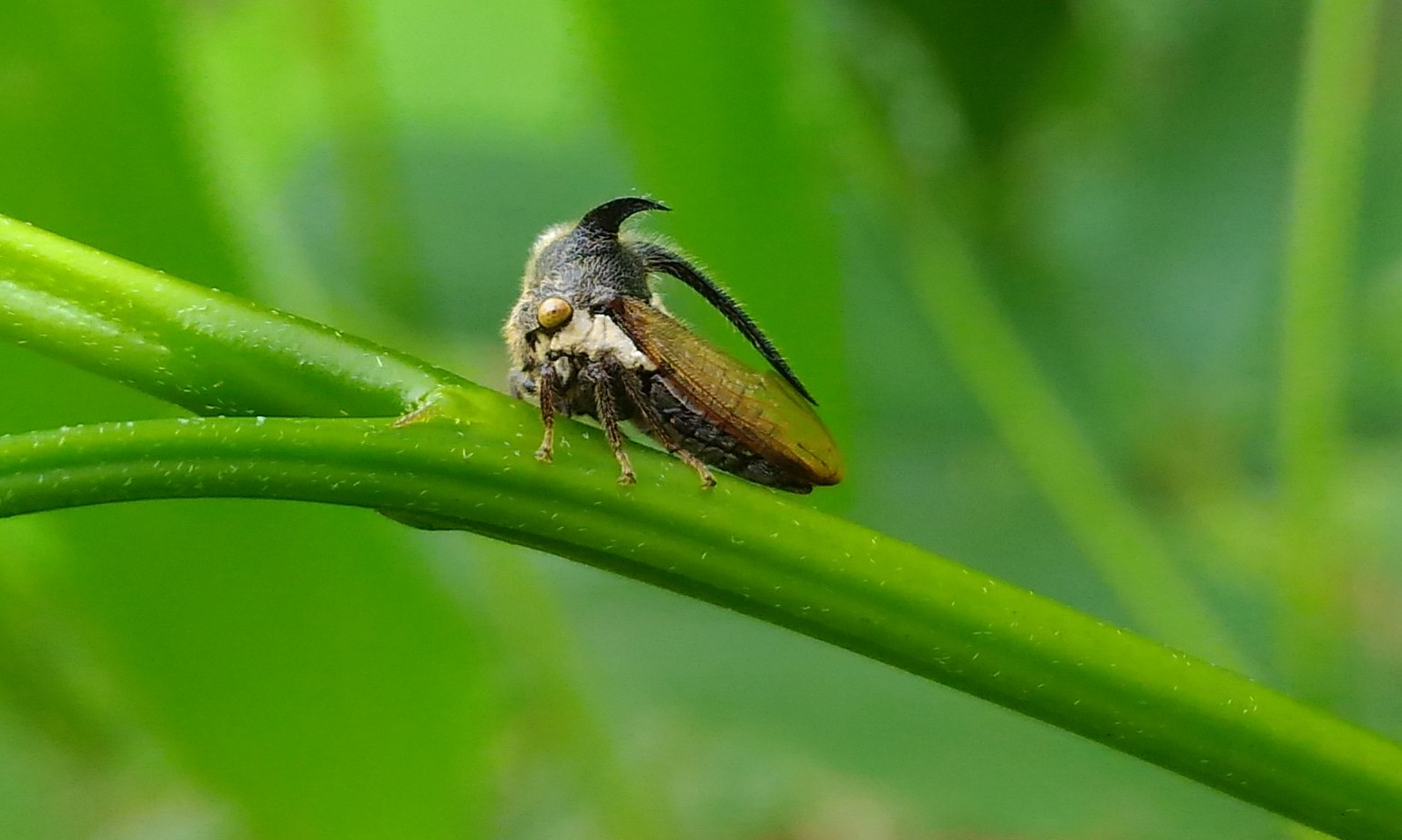
Oxyrachis tarandus (Oxyrhachinae)
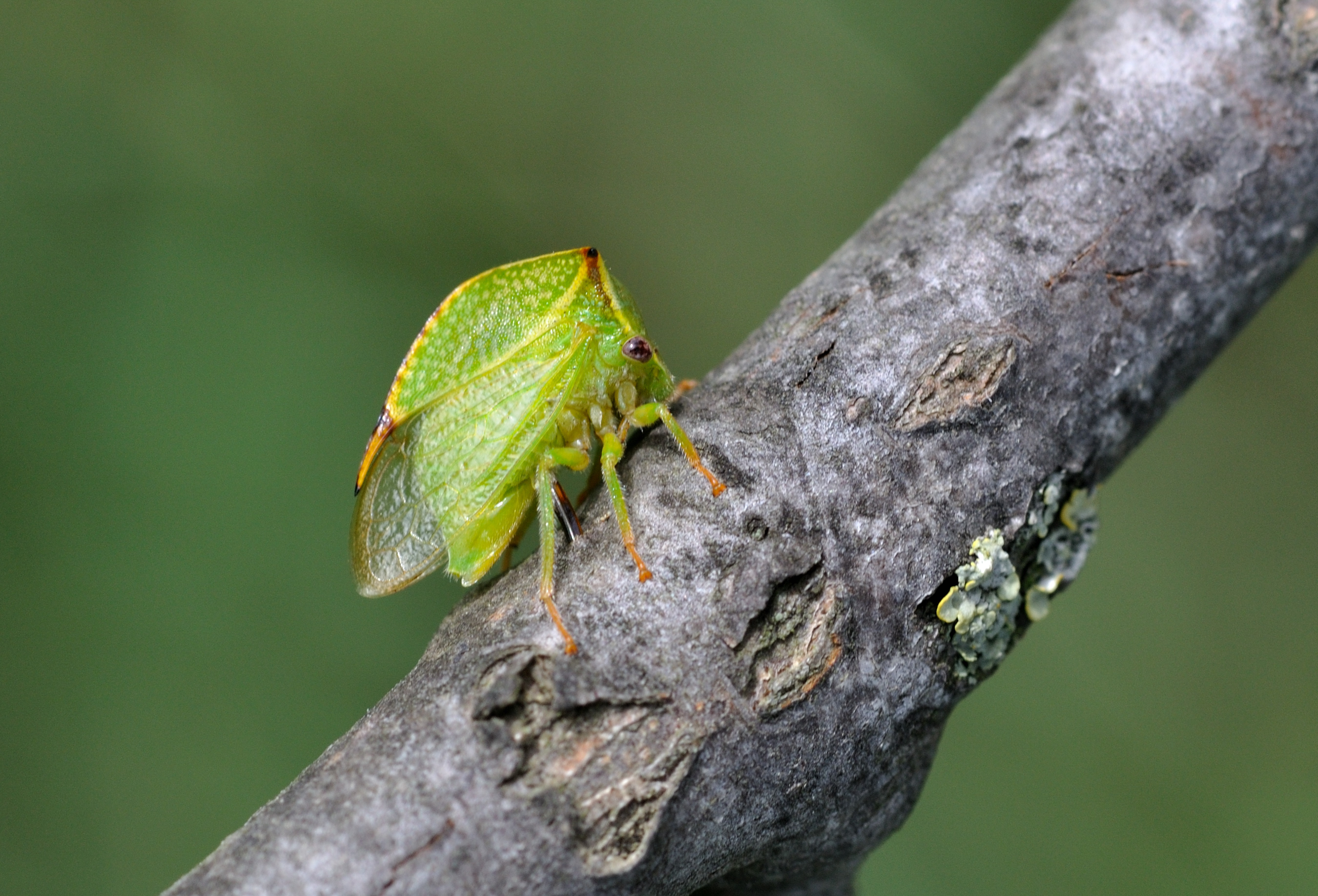
Stictocephala bisonia (Smiliinae)
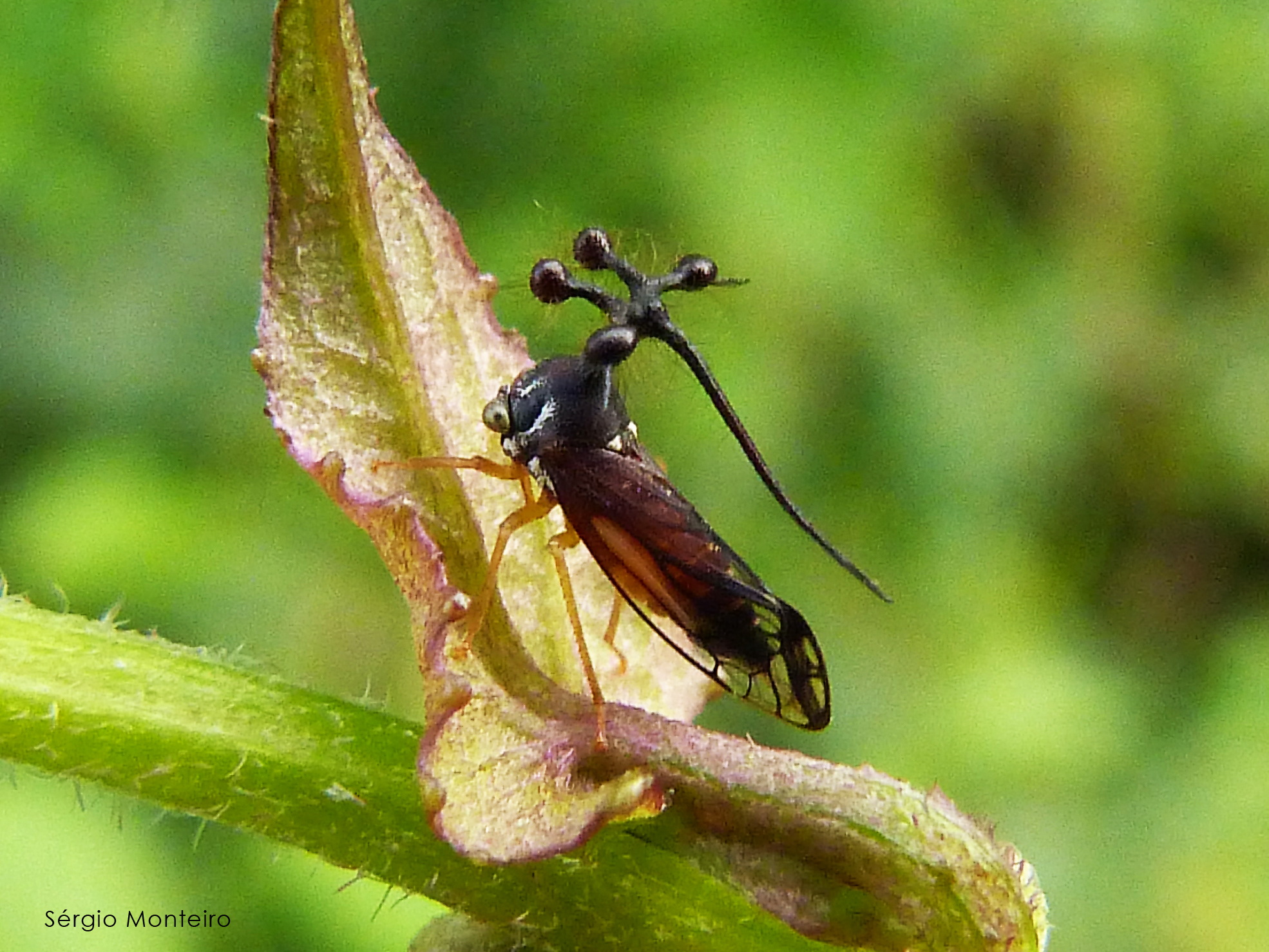
Bocydium globulare (Stegaspidinae)

### Liste des genres
Selon ITIS (19 novembre 2018) :
- genre Antianthe
- genre Spissistilus
- genre Tricentrus Stal, 1866
- genre Vanduzeea

Selon BioLib (19 novembre 2018) :
- genre Acanthophyes Stål, 1866
- genre Acutalis Fairmaire, 1847
- genre Adippe Stål, 1867
- genre Amastris Stål, 1862
- genre Anisostylus Caldwell, 1949
- genre Anobilia Tode, 1966
- genre Antianthe Fowler, 1896
- genre Antillotolania Ramos, 1957
- genre Aphetea Fowler, 1895
- genre Archasia Stål, 1867
- genre Ashmeada
- genre Atymna Stål, 1867
- genre Atymnina Plummer, 1938
- genre Bajulata Ball, 1933
- genre Bilimekia Fowler, 1895
- genre Bocydium Latreille, 1829
- genre Bolbonota Amyot & Serville, 1843
- genre Borinctolania Dietrich, 2017
- genre Bryantopsis Ball, 1937
- genre Campylenchia Stål, 1869
- genre Carynota Fitch, 1851
- genre Centrodontus Goding, 1892
- genre Centroflexus Cryan, Robertson & Deitz, 2003
- genre Centrotus Fabricius, 1803
- genre Centruchoides Fowler, 1896
- genre Ceresa Amyot & Serville, 1843
- genre Chelyoidea Buckton, 1902
- genre Colisicostata McKamey, 1994
- genre Creonus Sakakibara, 1996
- genre Cymbomorpha Stål, 1866
- genre Cyphonia Laporte, 1832
- genre Cyrtolobus Goding, 1894
- genre Darnoides Fairmaire, 1846
- genre Deiroderes Ramos, 1957
- genre Dioclophara Kirkaldy, 1904
- genre Enchenopa Amyot & Serville, 1843
- genre Enchophyllum Amyot & Serville, 1843
- genre Endoiastes Fowler, 1896
- genre Ennya Stäl, 1866
- genre Entylia Germar, 1833
- genre Erechtia Walker, 1858
- genre Eunusa Pinto da Fonseca, 1974
- genre Fermeria Sakakibara, 2000
- genre Flexocentrus Goding, 1926
- genre Flynnia McKamey, 2017
- genre Gargara Amyot & Serville, 1843
- genre Gelastogonia Kirkaldy, 1904
- genre Germariana Sakakibara, 1998
- genre Glossonotus Butler, 1877
- genre Godingia Fowler, 1896
- genre Grandolobus Ball, 1932
- genre Hadrophallus Kopp & Yonke, 1979
- genre Harmonides Kirkaldy, 1902
- genre Heliria Stål, 1867
- genre Helonica Ball, 1932
- genre Hemicardiacus Plummer, 1945
- genre Hemiptycha Germar, 1833
- genre Heranice Stål, 1867
- genre Heternotus
- genre Horiola Fairmaire, 1847
- genre Hypsoprora Stål, 1869
- genre Iria Stål, 1867
- genre Ishnocentrus
- genre Lallemandia Funkhouser, 1922
- genre Leioscyta Fowler, 1894
- genre Lirania Stål, 1860
- genre Lycoderes Germar, 1835
- genre Lycoderides Sakakibara, 1972
- genre Maturnaria Metcalf, 1952
- genre Membracidoidea Goding, 1929
- genre Membracis Fabricius, 1775
- genre Mendicea Goding, 1926
- genre Metheisa Fowler, 1896
- genre Microcentrus Stål, 1869
- genre Micrutalis Fowler, 1895
- genre Mutilifolia Wallace, 2015
- genre Nassunia Stål, 1860
- genre Neotynelia Creao-Duarte & Sakakibara, 2000
- genre Notogonioides McKamey, 1997
- genre Oeda Amyot & Serville, 1843
- genre Ophiderma Fairmaire, 1847
- genre Oxyrhachis Germar, 1833
- genre Palonica Ball, 1932
- genre Parapheta Sakakibara & Creao-Duarte, 2000
- genre Phormophora Stål, 1869
- genre Polyglypta Burmeister, 1835
- genre Polyglyptodes Fowler, 1895
- genre Poppea Stål, 1867
- genre Publilia Stål, 1866
- genre Quadrinarea Goding, 1927
- genre Ramedia Creão-Duarte & Sakakibara, 1989
- genre Scytodepsa Stal, 1869
- genre Smerdalea Fowler, 1896
- genre Smilia Germar, 1833
- genre Smilirhexia McKamey, 2008
- genre Spissistilus Caldwell, 1949
- genre Stegaspis Germar, 1833
- genre Stictocephala Stål, 1869
- genre Stilbophora Stål, 1869
- genre Sturmella Spinola, 1850
- genre Stylocentrus Stål, 1869
- genre Tapinolobus Sakakibara, 1969
- genre Telamona Fitch, 1851
- genre Telamonanthe Baker, 1907
- genre Telonaca Ball, 1918
- genre Thelia Amyot & Serville, 1843
- genre Thuris Funkhouser, 1943
- genre Todea McKamey, 1994
- genre Tortistilus Caldwell, 1949
- genre Tragopa Latreille, 1829
- genre Tricentrus Stål, 1866
- genre Tropidarnis Fowler, 1895
- genre Tropidolomia Stål, 1869
- genre Tumecauda Goding, 1930
- genre Tylopelta Fowler, 1894
- genre Tynelia Stål, 1858
- genre Umbelligerus Deitz, 1975
- genre Vanduzea Goding, 1893
- genre Vestistilus Caldwell, 1949
- genre Xantholobus Van Duzee, 1908

Selon Catalogue of Life (19 novembre 2018) :
- genre Abelus
- genre Acanthicoides
- genre Acanthophyes
- genre Acanthucalis
- genre Acanthuchus
- genre Achantomedes
- genre Aconophora
- genre Acutalis
- genre Adippe
- genre Afraceronotus
- genre Alchisme
- genre Alcmeone
- genre Aleptocentrus
- genre Alobia
- genre Alocanthella
- genre Alocebes
- genre Alosextius
- genre Amastris
- genre Amblycentrus
- genre Amblyophallus
- genre Amphilobocentrus
- genre Ananthasubramanianum
- genre Anchistrotus
- genre Anchon
- genre Anchonastes
- genre Anchonobelus
- genre Anchonomonoides
- genre Anisostylus
- genre Anobilia
- genre Antialcidas
- genre Antianthe
- genre Antillotolania
- genre Antonae
- genre Anzac
- genre Aphetea
- genre Archasia
- genre Arcuatocornum
- genre Arimanes
- genre Ashmeadea
- genre Aspasiana
- genre Aspona
- genre Atymna
- genre Atymnina
- genre Atypa
- genre Aurinotus
- genre Awania
- genre Bajulata
- genre Barsumas
- genre Barsumoides
- genre Bathoutha
- genre Beaufortiana
- genre Bilimekia
- genre Bleccia
- genre Bocchar
- genre Bocydium
- genre Bolbonota
- genre Bolbonotodes
- genre Boocerus
- genre Bordonia
- genre Brachybelus
- genre Brachycentrotus
- genre Brachytalis
- genre Bryantopsis
- genre Bubalopa
- genre Bucktoniella
- genre Bulbauchenia
- genre Butragulus
- genre Callicentrus
- genre Calloconophora
- genre Camelocentrus
- genre Campylenchia
- genre Campylocentrus
- genre Capeneralus
- genre Capeneriana
- genre Carynota
- genre Cebes
- genre Centriculus
- genre Centrobelus
- genre Centrochares
- genre Centrodontus
- genre Centrolobus
- genre Centronodus
- genre Centrotus
- genre Centrotusoides
- genre Centrotypus
- genre Centruchoides
- genre Centruchus
- genre Ceraon
- genre Ceresa
- genre Chelyoidea
- genre Choucentrus
- genre Cladonota
- genre Clepsydrius
- genre Coccosterphus
- genre Colisicostata
- genre Cornutalis
- genre Cornutobelus
- genre Creonus
- genre Crito
- genre Cryptaspidia
- genre Cryptoparma
- genre Cymbomorpha
- genre Cyphonia
- genre Cyphotes
- genre Cyrtolobus
- genre Dacaratha
- genre Daconotus
- genre Dagonotus
- genre Daimon
- genre Darnis
- genre Darnoides
- genre Dectonura
- genre Deiroderes
- genre Demanga
- genre Dingkana
- genre Dioclophara
- genre Distantobelus
- genre Dograna
- genre Dukeobelus
- genre Dysyncritus
- genre Ebhul
- genre Elaphiceps
- genre Emphusis
- genre Enchenopa
- genre Enchophyllum
- genre Endoiastus
- genre Ennya
- genre Entylia
- genre Erechtia
- genre Erecticornia
- genre Erosne
- genre Eualthe
- genre Euceropsila
- genre Eucoccosterphus
- genre Eucyphonia
- genre Eudonica
- genre Eufairmairia
- genre Eufairmairiella
- genre Eufrenchia
- genre Eumela
- genre Eumocentrulus
- genre Eumonocentrus
- genre Eunusa
- genre Euritea
- genre Eutryonia
- genre Euwalkeria
- genre Evanchon
- genre Evansiana
- genre Fairmairiana
- genre Farcicaudia
- genre Flatyperphyma
- genre Flexanotus
- genre Flexocentrus
- genre Foliatrotus
- genre Folicarina
- genre Funkhouserella
- genre Gargara
- genre Gargarina
- genre Gelastogonia
- genre Germariana
- genre Gigantorhabdus
- genre Glischrocentrus
- genre Glossonotus
- genre Goddefroyinella
- genre Godingia
- genre Goniolomus
- genre Gonoconophora
- genre Grandolobus
- genre Guayaquila
- genre Hadrophallus
- genre Hamma
- genre Harmonides
- genre Havilandia
- genre Hebetica
- genre Hebeticoides
- genre Heliria
- genre Helonica
- genre Hemicardiacus
- genre Hemicentrus
- genre Hemikyptha
- genre Hemiptycha
- genre Heranice
- genre Heteronotus
- genre Holdgatiella
- genre Horiola
- genre Hybanda
- genre Hybandoides
- genre Hygris
- genre Hypheodana
- genre Hyphinoe
- genre Hypsauchenia
- genre Hypsolyrium
- genre Hypsoprora
- genre Hypsoprorachis
- genre Idioderma
- genre Ilithucia
- genre Imporcitor
- genre Indicopleustes
- genre Insitor
- genre Insitoroides
- genre Iria
- genre Ischnocentrus
- genre Jacobiana
- genre Jibarita
- genre Jingkara
- genre Joveriana
- genre Kallicrates
- genre Kanada
- genre Kronides
- genre Lallemandia
- genre Lanceonotus
- genre Lecythifera
- genre Leioscyta
- genre Leprechaunus
- genre Leptobelus
- genre Leptocentrus
- genre Leptoceps
- genre Leptosticta
- genre Lewdeitzia
- genre Lirania
- genre Lobocentrus
- genre Lubra
- genre Lycoderes
- genre Maarbarus
- genre Mabokiana
- genre Machaerotypus
- genre Madlinus
- genre Maguva
- genre Marshallella
- genre Matonotus
- genre Maturnaria
- genre Maurya
- genre Megaloschema
- genre Melusinella
- genre Membracidoidea
- genre Membracis
- genre Mendicea
- genre Menthogonus
- genre Mesocentrina
- genre Metcalfiella
- genre Metheisa
- genre Micreune
- genre Microcentrus
- genre Microschema
- genre Micrutalis
- genre Mitranotus
- genre Monanchon
- genre Monobeloides
- genre Monobelus
- genre Monocentrus
- genre Multareis
- genre Multareoides
- genre Nassunia
- genre Negus
- genre Neocentrus
- genre Neomachaerotypus
- genre Nessorhinus
- genre Nicomia
- genre Nilautama
- genre Nondenticentrus
- genre Notocera
- genre Notogonioides
- genre Occator
- genre Ochrolomia
- genre Ochropepla
- genre Oeda
- genre Omolon
- genre Ophicentrus
- genre Ophiderma
- genre Orekthophora
- genre Orthobelus
- genre Otinotoides
- genre Otinotus
- genre Oxyrhachis
- genre Palonica
- genre Pantaleon
- genre Paracentronodus
- genre Paraceresa
- genre Paradarnoides
- genre Paragara
- genre Parantonae
- genre Parapogon
- genre Paraxiphopoeus
- genre Parayasa
- genre Peltosticta
- genre Peltzerella
- genre Penichrophorus
- genre Periaman
- genre Philya
- genre Phormophora
- genre Phyllotropis
- genre Pieltainellus
- genre Platybelus
- genre Platycentrus
- genre Platycotis
- genre Pogon
- genre Pogonella
- genre Pogonotus
- genre Pogonotypellus
- genre Pogontypus
- genre Polonius
- genre Polyglypta
- genre Polyglyptodes
- genre Poppea
- genre Postanomus
- genre Potnia
- genre Potnioides
- genre Procyrta
- genre Promitor
- genre Proterpia
- genre Proxolonia
- genre Psilocentrus
- genre Publilia
- genre Pyrgauchenia
- genre Pyrgonota
- genre Quadrinarea
- genre Rachinotus
- genre Ramedia
- genre Ramosella
- genre Rexicornia
- genre Rhexia
- genre Sakakibarella
- genre Sarantus
- genre Saudaraba
- genre Scalmophorus
- genre Scytodepsa
- genre Sertorius
- genre Sextius
- genre Sinodemanga
- genre Sipylus
- genre Smerdalea
- genre Smilia
- genre Smilidarnis
- genre Smiliorachis
- genre Spalirises
- genre Spathenotus
- genre Spathocentrus
- genre Spinodarnoides
- genre Spissistilus
- genre Stalobelus
- genre Stalotypa
- genre Stegaspis
- genre Stictocephala
- genre Stictodepsa
- genre Stictolobus
- genre Stictopelta
- genre Stilbophora
- genre Stirpis
- genre Streonus
- genre Sturmella
- genre Stylocentrus
- genre Subrincator
- genre Sundarion
- genre Takliwa
- genre Tapinolobus
- genre Taunaya
- genre Telamona
- genre Telamonanthe
- genre Telingana
- genre Telonaca
- genre Terentius
- genre Thelia
- genre Thelicentrus
- genre Thrasymedes
- genre Thuris
- genre Tiberianus
- genre Todea
- genre Tolania
- genre Tomogonia
- genre Tortistilus
- genre Trachytalis
- genre Tragopa
- genre Tribulocentrus
- genre Tricentroides
- genre Tricentrus
- genre Trichaetipyga
- genre Tricoceps
- genre Trinarea
- genre Trioxiphus
- genre Tritropidia
- genre Tropidarnis
- genre Tropidolomia
- genre Truncatocornum
- genre Tsunozemia
- genre Tumecauda
- genre Turrialbia
- genre Tylocentrus
- genre Tylopelta
- genre Tynelia
- genre Tyrannotus
- genre Umbelligerus
- genre Umbonia
- genre Umfilianus
- genre Uroxiphus
- genre Vanduzea
- genre Vecranotus
- genre Vestistilus
- genre Xantholobus
- genre Xanthosticta
- genre Xiphopoeus
- genre Yaponotus
- genre Yasa
- genre Zanzia
- genre Zigzagicentrus

### Videographie
- Mini-monstres en Amazonie. Documentaire français de Quincy Russel, Thierry Berrodet et Patrick Landmann. 2009. Vol.1: Ces étranges membracides, Vol.2: Paroles d'insectes.